# Tiruvarur (dystrykt)

Dystrykt Tiruvarur na mapie stanu Tamilnadu

Tiruvarur – jeden z dystryktów stanu Tamilnadu (Indie). Od północy i wschodu graniczy z dystryktem Nagapattinam, od wschodu z dystryktem Karaikal (należącym do terytorium związkowego Puducherry), od południa z Cieśniną Palk, od zachodu z dystryktem Thanjavur. Stolicą dystryktu Tiruvarur jest miasto Tiruvarur.